# Essl Social Prize
Der Essl Social Prize wurde von Martin Essl und seiner Frau Gerda, der Eigentümerfamilie der österreichischen Baumarkthandelskette bauMax, als Sozialpreis für Projekte innerhalb und außerhalb Österreichs gestiftet und von der Essl Foundation vergeben. Der Preis wurde von 2008 bis 2012 jährlich sowie für die Jahre 2013/2014 einmalig vergeben, war mit einer Million Euro dotiert und diente dazu, Projekte von privaten Sozialinitiativen oder von Social Entrepreneurs zu unterstützen.
Die Vergabe des Essl Social Prize wurde im Jahr 2015 aufgrund der finanziellen Schwierigkeiten und Zerschlagung von bauMax eingestellt.

## Preisträger
- 2008 – Pater Georg Sporschill und Ruth Zenkert für Projekt „Casa Abraham“ Ploiești, Rumänien.[4][5]
- 2009 – Tiborné Szekeres für das Wohnprojekt „Würdiges Altern für Menschen mit Behinderung“, Ungarn.
- 2010 – Bill Drayton, Gründer von Ashoka, für sein Lebenswerk und das Project Ashoka Globalizer.[6][7]
- 2011 – Almaz und Karlheinz Böhm für das Projekt Menschen für Menschen[8] in Äthiopien.
- 2012 – Wolfgang Pucher für seine Hilfe bei Obdachlosigkeit und VinziDach[9], ein Obdachlosenprojekt in Salzburg[10].
- 2013/14 - Thorkil Sonne für das Projekt Specialisterne und die Einführung in Österreich, einem Beschäftigungsmodell für Menschen mit Autismus[11].